# Sprutfiskar
Sprutfiskar (Toxotidae) är en familj inom ordningen abborrartade fiskar. I familjen finns bara ett släkte Toxotes med 7 arter. Fiskarna kan spruta en vattenstråle som träffar insekter ovanför vattenytan.
Arterna förekommer från Indien över Filippinerna och Australien till Oceanien. De lever i sötvatten och bräckt vatten. Kroppslängden är vanligen mindre än 16 cm och stora exemplar når en längd upp till 40 cm (hos Toxotes chatareus).

## Arter
Arter enligt Fishbase:
- Toxotes blythii
- Toxotes chatareus
- Toxotes jaculatrix
- Toxotes kimberleyensis
- Toxotes lorentzi
- Toxotes microlepis
- Toxotes oligolepis